# Provincia di Nghe An
Nghe An (vietnamita: Nghệ An) è una provincia del Vietnam, della regione di Bắc Trung Bộ. La provincia di Nghe An è quella che consta il maggior numero di comuni di tutto il Vietnam: in tutto, sono presenti 437 comuni. Occupa una superficie di 16.499 km² e ha una popolazione di 3.327.791 abitanti.
La capitale provinciale è Vinh. 

## Distretti
La provincia è amministrativamente suddivisa in una città (Vinh), tre città minori (Cửa Lò, Thái Hoà e Hoàng Mai), e 17 distretti. 
Di questa provincia fanno parte i distretti:
- Anh Sơn
- Con Cuông
- Diễn Châu
- Đô Lương
- Hưng Nguyên
- Kỳ Sơn
- Nam Đàn
- Nghi Lộc
- Nghĩa Đàn
- Quế Phong
- Quỳ Châu
- Quỳ Hợp
- Quỳnh Lưu
- Tân Kỳ
- Thanh Chương
- Tương Dương
- Yên Thành